# ۱۸۰۷
در این صفحه وقایع مهم سال ۱۸۰۷ میلادی فهرست شده‌اند.

## رویدادها
- ۲۷ آوریل – ورود میرزا محمدرضا قزوینی، سفیر فتحعلی‌شاه به کاخ ناپلئون بناپارت در فرانسه
- ۴ مه – امضای قرارداد فین کن اشتاین بین سفیر ایران و وزیر روابط خارجه فرانسه
- ۱۰ مه – ابلاغ نامهٔ اعزام ژنرال گاردان به ایران توسط ناپلئون بناپارت

## زادروزها
- امیرکبیر، صدراعظم دوران قاجاریه.
- ۲۷ فوریه – هنری وادزورث لانگ‌فلو، نویسنده و شاعر آمریکایی (د. ۱۸۸۲)
- ۴ ژوئیه – جوزپه گاریبالدی، سیاست‌مدار ایتالیایی (د. ۱۸۸۲)
- ۱۱ اوت – دیوید رایس اچیسون، سیاست‌مدار و وکیل آمریکایی (د. ۱۸۸۶)
- ۱۷ دسامبر – جان گرینلیف ویتیر، نویسنده و شاعر آمریکایی (د. ۱۸۹۲)

## درگذشتگان
- جان جی. بکلی، اولین کتابدار کتابخانه ملی آمریکا

## درگذشت‌ها
- ۴ آوریل – ژروم لالاند، ستاره‌شناس و ریاضی‌دان فرانسوی (ز. ۱۷۳۲)